# Я тебя люблю… Я тебя тоже нет
«Я тебя люблю… Я тоже нет» (фр. Je t'aime moi non plus) — французский художественный фильм, поставленный Сержем Генсбуром по собственному сценарию. Фильм стал режиссёрским дебютом Генсбура. Название фильма — из одноимённой песни Сержа Генсбура, написанной и исполненной им в 1967 году совместно с Брижит Бардо. Музыка из песни звучит за кадром.

## Сюжет
Красски (Красс) и Падован, двое молодых мужчин-гомосексуалистов, работают мусорщиками и состоят в сексуальных отношениях. Красски влюбляется в приглянувшуюся ему официантку — молодую девушку Джонни. После неудачной попытки совершить традиционный половой акт они прибегают к анальному сексу.
Падован ревнует Красса и пытается найти себе другого любовника, но неудачно. Тогда он возвращается к Крассу и пытается убить Джонни. Крассу удаётся помешать ему. Джонни просит Красса, чтобы он побил Падована и прогнал его. Но Красс не делает этого, а уезжает вместе с Падованом, навсегда покинув свою любовницу.

## В ролях
| Актёр               | Роль                                                |
| ------------------- | --------------------------------------------------- |
| Джейн Биркин        | Джонни                                              |
| Джо Даллесандро     | Красски                                             |
| Юг Кестер           | Падован                                             |
| Райнхард Кольдехофф | Борис                                               |
| Жерар Депардьё      | мужчина на лошади, несостоявшийся любовник Падована |
| Джимми Дэвис        | Моисей                                              |
| Мишель Блан         | рабочий                                             |

## История создания и проката
Фильм был снят в 1975 году и посвящён Сержем Генсбуром Борису Виану (хозяин бара в фильме назван его именем — Борис). Премьера состоялась во Франции 10 марта 1976 года;
В СССР фильм в прокатах не демонстрировался и вышел в России только в 1990-х годах на видеокассетах VHS без показа в кинотеатрах. В России фильм был впервые показан 9 октября 2004 года на фестивале, посвящённом Сержу Генсбуру (St. Petersburg Serge Gainsbourg Festival of Love).

## Оценки
После выхода во Франции фильм получил похвалу кинорежиссёра Франсуа Трюффо.